# باب اسفنجی شلوار مکعبی همراه نیک تونز: گلوبس آف دوم
باب اسفنجی شلوار مکعبی همراه نیک تونز: گلوبس آف دوم یک بازی ویدیویی است که خط داستانی نیک تونز: حمله توی بات ادامه می دهد و قسمت چهارم و آخرین قسمت از مجموعه نیک تونز متحد شوید! است. شخصیت های از جمله باب اسفنجی ، دنی فانتوم ، ماجراهای جیمی نوترون: پسر نابغه ، تک و قدرت جوجو و مهاجم زیم ظاهر می شوند. این بازی تنها قسمتی از نیک تونز متحد شوید! است که والدین نسبتاً عجیب و غریب در آن حضور ندارند.

## طرح
یک روز به ظاهر طبیعی ، باب اسفنجی و اختاپوس در راه کار خود هستند که سیارک های عظیم شروع به باریدن در پایین باتم می کنند . یک قطره بزرگ گو به روی اختاپوس می بارد و باعث می شود قسمت بالای صورت او نارنجی شود و به یک مورفوئید تبدیل شود. او باب اسفنجی را در اطراف محیط خانه کسی تعقیب می کند تا اینکه پاتریک وارد عمل شود. سپس جیمی نوترون از راه می رسد تا آنها را به لانه ماگو برساند. مورفوئیدهای تخم ریزی شده از سیارک ها شروع به تصرف بیکینی باتم می کنند.
باب اسفنجی و پاتریک در مخفیگاه ماگو چیز های زیادی کشف می کنند ، جایی که آنها با دنی فانتوم و تاک و اتحادیه شیطانی متشکل از تکنوس ، بیوتیفول گورجس ، تالوک و پلانکتون آشنا می شوند . سپس زیم و دیب وارد عمل می شوند ، و زیم به جمع باب اسفنجی و افراد خوب می پیوندد و دیب به اتحادیه شیطانی می پیوندد. آنها برنامه ای را برای جلوگیری از مورفوئیدها هنگام ورود خرچنگ قدیمی به منظور اطلاع آنها از فناوری لانه ها ، تهیه می کنند. جیمی قادر به فهمیدن این موضوع است و متناسب با شخصیت های شخصی متناسب با همه است: جیمی نوعی کلاه ایمنی و راکت تنیس دریافت می کند ، باب اسفنجی یک دمنده حباب می گیرد ، دنی دستگاهی را دریافت می کند که به او اجازه می دهد تا حدی خودش را شبیه سازی کند ، به تک کارکنان ، و زیم یک پیستون دریافت می کند (که از آن به عنوان "پیستون هلاکت" یاد می شود). در همین حال ، در طرف شر ، تکنوس یک بازوی بلستر دریافت می کند ، به پلانکتون چکش داده می شود که به او امکان رشد می دهد (تقریباً به ارتفاع جیمی ، زیم و باب اسفنجی) ، ترالوک یک کیسه معجون جادویی دریافت می کند ، به اسلحه دیب می دهند مانند پرتاب بادکنک ، و بیوتیفول گورجس یک میگافون به شکل قلب دریافت می کند.
آنها از طریق بیکینی باتم سفر می کنند ، و آنها با بابل بس ملاقات می کنند ، که بعد از خوردن آخرین پتوی خود که تازه در گو پوشانده شده بود ، غول پیکر می شود و به مرفوئید تبدیل می شود. این گروه با ارتش مورفوئیدها می جنگد تا گری ، اختاپوس و پاتریک را از چنگ گو آزاد کند. آنها با خوردن همبرگر خرچنگی، بابِل بَس را شکست می دهند و باعث می شود مقدار زیادی گوگو را روی باب اسفنجی استفراغ کند. خوشبختانه ، باب اسفنجی مانند بقیه جهش ژنیتیکی نمی‌کند ، اما ناگهان با صدای شیطانی صحبت می کند و وقتی که به مخفیگاه می رود و با آب شسته می شود ، می گوید: "دنیای شما تمام خواهد شد! گلوس آف دوم من بر سر جهان شما خواهد بارید. و کنترل را در دست بگیرید."خرچنگ قدیمی خردمند به آنها اطلاع می دهد که یک ربات عظیم‌الجثه به نام کشتی پورتینتیا در مخفیگاه ماگو پنهان شده است و برای تقویت آن به چهار جز خاص نیاز دارد.
این گروه به سمت شهر زیم حرکت می‌کند جایی که گیر(حیوان خانگی زیم) با یک تاکو که اولین جز کشتی پورنتینا بود بازی می‌کرد. گیر قبل از دادن مایع، جهش پیدا می‌کند، اجزا را برمی دارد و فرار می‌کند. قهرمانان خانم بیترز، گز، و پروفسور ممبراین از آن مایع پیش از روبرو شدن با گو، که از حمله به قهرمانان خسته شده‌اند و بعد از آن گرفتار شده‌اند. خانه قدری مواد لزج می‌اندازد که روی باب اسفنجی می‌افتد. باب اسفنجی با صدای شیطانی تهدید می کند که این سیاره زمین "قاچاقچی" خواهد بود. گروه متوجه می‌شود که جذب مایع در بدن باب اسفنجی باعث این پیغام های باب اسفنجی بوده و با دادن یک همبرگر خرچنگی او را از این حالت خارج می کنند.
در حال حرکت به سمت آمیتی پارک ، آنها متوجه می شوند که سیارک های مورفوئید بر روی شهروندان باریده و سگ شبح را آزاد می کنند. گو به سرش می افتد و در نتیجه او با یک جهش یافته در شهر روبرو می شود. آنها پس از آزادی داش ، تاکر و جاز ، در یک نیروگاه با سگ شبح می جنگند ، جایی که سگ شبح به دیوار سقوط می کند و گو به سمت باب اسفنجی پرواز می کند. آنها قطعه دیگری از کشتی را به دست می آورند و گو دوباره در مخفیگاه است که گلوبس ماکسیموم هویت خود را از طریق باب اسفنجی آشکار می کند. تکنوس بینی باب اسفنجی را تکان می دهد تا وقتی بوی همبرگر خرچنگی از بین می رود او را از خلسه خارج کند. باب اسفنجی به گروه خود می گوید که او گلوبس ماکسیموم را دید که حاکم مورفوئیدها است و نابودی ، تاریکی و شر را به ارمغان می آورد.
با رفتن به سمت ریتروویل، گروه کشف می کند که گیاه دختر جیمی را به یک غول هیولا تبدیل کرده و آماده خوردن کامل سیندی است. آنها پس از شکست چندین مورفوئید دیگر و آزاد کردن کارل ، سیندی و شین ، در بازار با گیاه دختر خوار می جنگند. پس از شکست گیاه ، SpongeBob دوباره تحت پوشش یک گل گو قرار می گیرد. سومین قطعه کشتی بازیابی می شود و SpongeBob اظهار می دارد که Globulous Maximus تنها چند سال نوری با زمین فاصله دارد و آماده ارسال مورفوئیدهای عظیم‌الجثه برای نابودی آن است.
سرانجام ، آنها به دهکده Pupununu می روند و چهارمین و آخرین جز V شناور Portentia را می پوشانند که جیبولبا و Jeera را آزاد می کند. باب اسفنجی گو را پر می کند تا م andلفه را آزاد کند و تحت پوشش گو قرار می گیرد. او این م componentلفه را گرفته و به Mawgu Lair می رسد. در Mawgu Lair ، صدای شیطانی Globulous Maximus به SpongeBob اطلاع می دهد که او را دوست دارد و قصد دارد او شود.
این تیم قطعات کشتی Ventel of Portentia را وارد کرده و سپس با سرعت به سمت فضا می روند. آنها با Globulous Maximus مقابله و شکست می دهند ، که خود یک سیارک بزرگ با بازوهای شناور و چشم اصلی است (همراه با چندین نفر دیگر که کار نمی‌کنند). به دنبال شکست Globulous ، Evil Syndicate به SpongeBob ، Patrick ، Zim ، دنی ، جیمی و Tak خیانت می کند تا Globulous را به خاطر نقشه های شیطانی خود تصرف کند ، کشتی کشتی Portentia را به دست بگیرد و قهرمانان را از روبات بیرون کند. ماکسیموس Globulous در برابر قهرمانان گشوده می شود ، جایی که او می گوید که نمی‌خواهد از او برای شیطان استفاده شود و نشان می دهد که او در ابتدای جهان خلق شده است - عطسه بزرگ (شبیه به انفجار بزرگ ) - در نتیجه او را مشعل بزرگ نارنجی او دنیای آنها را نابود می کند ، زیرا از شکل خود بیزار بود و بنابراین عصبانیت خود را از دیگران خارج کرد. باب اسفنجی سپس به او می گوید که کیست (یا چه کسی) را در آغوش بکشد ، و گروه Krabby Patties را به دهان او می اندازند تا حال او بهتر شود.
آنها سپس تعجب می کنند که چگونه سندیکا شر را از تصرف زمین باز می دارند. Globulous اظهار داشت که او ایده ای دارد ، زیرا او به یک نسخه عظیم ، نارنجی و چرخه ای از SpongeBob تبدیل می شود. بسته به عملکرد بازیکن ، یکی از دو پایان رخ می دهد.
در پایان "بد" ، که مستلزم این است که بازیکن دوم کنترل ربات شرور را روی پرونده ای که قبلاً تکمیل نشده است انجام دهد و بازیکن اول را شکست دهد. نشان داده شده است که شرور Globulous را در یک ظرف شیشه ای غول پیکر اسیر کرده‌اند ، و اعتبارات بلافاصله بعد از آن نورد می کند.
در پایان "خوب" ، با شکست دادن رئیس نهایی ، Globulous و قهرمانان موفق می شوند کشتی کشتی Portentia را بر روی ماه شکست دهند ، و آن در فضا منفجر می شود ، و اشرار در اطراف شناور می شوند. Globulous قهرمانان را به زمین برمی گرداند و می گوید با استفاده از مانیتور "SpongeGlob" اشتباهات موجود در جهان را برطرف خواهد کرد. قهرمانان از او خداحافظی کردند و SpongeGlob به فضا منفجر شد. در همین حال ، باب اسفنجی عطسه می کند ، و گو در نهایت از سوراخ های زیادی از بدن او خارج می شود. پاتریک این لحظه را با ابتدای جهان که SpongeGlob در آن متولد شده مقایسه می کند ، در حالی که پس از آن خرچنگ پیر علامت یک علامت معمولی "پایان" را احضار می کند.

## بازخورد
| گردآورنده  | امتیاز                                   |
| ---------- | ---------------------------------------- |
| گیم‌رنکینگز | ۶۶.۴۰٪ (DS) ۵۸٪ (Wii) ۵۷.۵۰٪ (PS2)       |
| متاکریتیک  | ۴۸/۱۰۰ (DS) ۴۷/۱۰۰ (Wii) ۳۹.۳۳/۱۰۰ (PS2) |

| ناشر   | امتیاز                  |
| ------ | ----------------------- |
| گیم‌زون | ۷/۱۰ (Wii) ۴.۵/۱۰ (PS2) |
| آی‌جی‌ان | ۵.۵/۱۰ (Wii)            |

گلوبس آف دوم نظرات مختلفی را از منتقدان دریافت کرد. Louis Bedigian از GameZone نسخه Wii را "فشار دهنده دکمه برای بازیکنان زیر 12 سال" توصیف کرد و تصمیم گرفت که "این دنیای کسی را تکان نخواهد داد ، اما اگر بچه ای را می شناسید که عاشق این شخصیت های Nicktoons است و از بازی های ساده و پر از جنگ لذت می برد ، Globs of Doom یکی از ماجراهای بهتر SpongeBob است. "  آنجلینا Sandoval ، همچنین از GameZone ، گفت که " Globs of Doom می توانست عنوان فوق العاده بچه و بازی SpongeBob SquarePants باشد اما تقریباً از هر لحاظ کوتاه است. همچنین علی‌رغم تنوع شخصیت ها و گیم پلی تعاونی ، این یک بازی بسیار سرگرم کننده نیست. اگر گیمر جوان شما همه این شخصیت ها را دوست دارد ، من اکیداً اجاره اجاره را توصیه می کنم. "  آدام بالارد از IGN به این نتیجه رسید که "در نهایت ، این یک بازی SpongeBob عالی است که Nicktoons برای اندازه گیری خوب آن را بازی می کند. فقط کافی است بگویم که هیچ تعداد شخصیت های دارای مجوز نمی‌توانند این بازی را از گیم پلی یکنواخت و دوربین بدبخت آن نجات دهند. " 